# دهستان اسلامیه
دهستان اسلامیه نام دهستانی در بخش مرکزی شهرستان رفسنجان، استان کرمان در ایران است. براساس سرشماری مرکز آمار ایران در سال ۱۳۸۵، جمعیت آن ۱۴۹۱۹ نفر (۳۵۷۷ خانوار) بوده‌است.